# Radiosensibilidad
La radiosensibilidad es la sensibilidad que tienen los diferentes tejidos y células a las radiaciones ionizantes. 
Distintos tipos de material biológico tienen una sensibilidad diferente a las radiaciones ionizantes:
- Células muy radiosensibles: Son las células que se reproducen mucho: linfocitos, linfoblastos, espermatogonias, y mieloblastos.
- Células relativamente radiosensibles: mielocitos, células basales de la epidermis, células de las criptas intestinales.
- Células de radiosensibilidad intermedia: células endoteliales, osteoblastos, espermatocitos.
- Células relativamente radiorresistentes: granulocitos, espermatozoides.
- Células muy radiorresistentes: fibrocitos, condrocitos, células musculares y nerviosas.

## Factores que influyen en la radiosensibilidad.

### Factores físicos
Temperatura (a mayor temperatura, mayor radiosensibilidad)

### Factores químicos
- Que la favorecen: oxígeno, vitamina K, quimioterápicos y anti-neoplásicos (cisplatino), derivados de purina y pirimidina.
- Radioprotectores: Cisteamina y vitaminas A, C y E. Son radioprotectores porque crean radicales sulfhidrilos que anulan los radicales libres.[1]

### Factores biológicos
- Tipo y función celular: Las más reproductoras tienen más radiosensibilidad.
- Relación núcleo - citoplasma: Cuanto mayor sea el cociente (es decir, si el núcleo es muy grande respecto al tamaño del citoplasma), mayor será la radiosensibilidad.
- La malignidad: Cuanto más maligno, más radiosensible, visto desde el punto de vista de la radioterapia, porque un tumor será más sensible a estas radiaciones.
- Fase del ciclo: Las células son más sensibles en la mitosis y en la fase S de la interfase o intermitosis.